# Listă de scriitori ucraineni
Aceasta este o listă de scriitori ucraineni.

## A
- Nikolai Amosov (1913 – 2002)
- Iuri Andruhovîci (n. 1960)
- Svetlana Alexievici

## B
- Mikola Bajan (1904 - 1983)

## C
- Vasile Clem (n. 1941)
- Boris Chichibabin (1923 – 1994)

## D
- Anatoli Dneprov (1919 – 1975)

## F
- Ivan Franko (1856, — 1916)

## G
- Nikolai Gogol (1809 - 1852)
- Oles Gonciar (1918 - 1995)
- Boris Gorbatov (1908 - 1954)

## K
- Mîroslav Kapii
- Olga Kobyleanska
- Vladimir Korolenko

## R
- Mikola Rudenko (1920-2004)

## Ș
- Taras Șevcenko

## U
- Lesea Ukrainka

## V
- Marko Vovčok

## Z
- Oksana Zabujko
- Mihail Zoșcenko